# Schlacht bei Sacile
Sacile – Teugn-Hausen – Weichselfeldzug – Raszyn – Abensberg – Landshut – Eggmühl – Regensburg – Neumarkt – Ebelsberg – Piave – Aspern – Sankt Michael – Stralsund – Bergisel – Raab/Győr – Graz – Wagram – Korneuburg – Stockerau – Gefrees – Hollabrunn (Schöngrabern) – Znaim – Walcheren – Schlacht an der Baskischen Reede
Die Schlacht bei Sacile (oder auch bei Fontana Fredda) fand am 16. April 1809 während des Fünften Koalitionskrieges zwischen Österreich unter Erzherzog Johann und Frankreich unter Vizekönig Eugène de Beauharnais statt und endete mit einem Sieg der Österreicher. Sacile liegt ca. 60 km nördlich von Venedig und 60 km westlich von Udine in der Region Friaul.

## Vorgeschichte
Die österreichische Hauptarmee (zusammen ca. 190.000 Mann) unter Erzherzog Karl eröffnete den Krieg am 10. April 1809 mit ihrem Angriff auf Süddeutschland:
- 6 Korps der Hauptstreitmacht sammelten sich in Böhmen
- 2 Korps sammelten sich in Oberösterreich

Den Angriff auf das Großherzogtum Warschau in Galizien führte das
- VII. Korps unter General der Kavallerie Ferdinand d’Este mit 30.000 Mann, es sollte über Krakau auf Warschau vorgehen.

Für den Angriff in Norditalien sammelten sich 2 Korps im Raum Klagenfurt und Laibach mit ca. 60.000 Mann unter dem Oberbefehl von Erzherzog Johann
- VIII. Korps FML Chasteler mit 23 Bataillonen., 16 Eskadronen, 2 Pionier-Kompanien und 62 Geschützen
- IX. Korps unter dem Banus von Kroatien FML Ignácz Gyulay mit 30 Bataillonen, 28 Eskadronen, 2 Pionier-Kompanien und 86 Geschütze.

## Die französische Italienarmee
Die Franzosen waren über ganz Venetien verstreut. Viele Verteidigungslinien war nicht fertig und Vizekönig Eugène über den raschen Kriegsbeginn überrascht. Einzelne Teile standen noch in der Toskana und Mittelitalien. Zwei Kolonnen mit rund 5.000 Mann waren auf dem Weg nach Augsburg. In Brixen standen geringe bayrische Truppen. Am 9. April erreicht Eugène Udine und erhielt dort die Kriegserklärung. Die Heeresgliederung nach Eberhard Mayerhoffer von Vedropolje:
Armeekommando: Eugène de Beauharnais, Vizekönig von Italien

Generalstabschef: Général de division H. F. M. Charpentier
- Truppen des Hauptquartiers: 1 Bataillon, 1 Eskadron
- Rechter Flügel: Général de division Jacques MacDonald
  - Inf.Div. Broussier 11 Bataillone, 12 Geschütze
  - Inf.Div. Lamarque 11 Bataillone, 10 Geschütze
  - Drag.Brig. Guérin 8 Eskadronen
- Zentrum: Général de division Paul Grenier
  - Inf.Div. Abbé (später Pacthod) 14 Bataillone, 12 Geschütze
  - Inf.Div. Seras 10 Bataillone, 12 Geschütze
  - 6. Hus.Reg. 4 Eskadronen
- Linker Flügel: Général de division Louis Baraguey d’Hilliers
  - Inf.Div. Vial (später Rusca) 6 Bataillone, 10 Geschütze
  - Inf.Div. Fontanelli 11 Bataillone, 6 Geschütze
  - 7. Drag.Reg. 4 Eskadronen
- Reserve:
  - Inf.Div. Durutte 10 Bataillone, 10 Geschütze
  - Kgl. ital. Garde Lechi mit 3 Bataillone, 3 Eskadronen, 6 Geschütze
  - Leichte Kav.Div. Sahuc 16 Eskadronen, 4 Geschütze
  - Drag.Div. Pully 12 Eskadronen, 4 Geschütze

Gesamt ca. 34.000 Mann in Friaul, davon 8.000 Mann auf dem Weg zur Armee.
10.000 Mann wurden um Verona vermutet.

## Eröffnung des Feldzuges
Anfang April rückte Erzherzog Johann mit den beiden Korps gegen Tarvisio und Villach vor und fiel am 9. April bei Predil und Karfreit in Friaul ein. General Chasteler wurde die Vorrückung gegen Tirol befohlen, Brixen zu erobern und anschließend in die Flanke zu manövrieren. Die Leitung des VIII. Korps übernahm nun FML Albert Gyulay, der Bruder des Banus. Erstes Ziel war die Etschlinie. Den weiteren Verlauf wollte der Erzherzog aufgrund der Ereignisse treffen.
Die Anfang April dem Erzherzog Johann unterstellten Truppen werden von Eberhard Mayerhoffer von Vedropolje wie folgt angegeben:
Kommandant: General der Kavallerie Erzherzog Johann,
Generalquartiermeister: Oberst Laval Nugent von Westmeath
- VIII. Armeekorps unter FML Albert Graf Gyulay mit 18 Bataillone, 16 Eskadronen, 62 Geschütze das entspricht 18.250 Mann, hierunter 1.942 Reiter
- IX. Armeekorps unter dem Banus FML Ignácz Gyulay mit 23 Bataillone, 24 Eskadronen, 86 Geschütze das entspricht 24.348 Mann, hierunter 2.758 Reiter
- Truppenkorps in Tirol unter FML Marquis von Chasteler (zur Unterstützung des Aufstandes) mit 9 Bataillone, 3 Eskadronen, 17 Geschütze das entspricht 9.800 Mann, hierunter 370 Reiter
- Kroatisches Truppenkorps gegen Dalmatien unter FML Stoichevich mit 6 Bataillone, 2 Eskadronen, 14 Geschütze das entspricht 7.000 Mann, hierunter 300 Reiter

Zusammen: 56 Bataillon, 45 Eskadronen, 179 Geschütze das entspricht 59.398 Mann, hierunter 5.370 Reiter. Unter den Korps kam es immer wieder zu Verschiebungen. Für Tirol wurden Truppen des 8 Korps und 2 Landwehr-Bataillone, für Dalmatien Truppen aus beiden Korps sowie Landwehr-Formation der Grenze verwendet.
Am 10. April war die Offensive komplett angelaufen und die Österreicher rückten auf Udine vor, die schwachen französischen Truppen vor sich hertreibend. Am 11. April warf Oberst Volkmann die Vortruppen von General Broussier in einem lebhaften Gefecht bei Venzone zurück und schloss Osoppo ein. Am 14. April wurden die Übergänge über den Tagliamento gesichert, die von den abrückenden Franzosen nicht mehr zerstört werden konnten. Eugène entschloss sich die Truppen von Tagliamento bis auf Sacile zurückzunehmen.

### Gefecht bei Pordenone am 15. April
Am 15. April überrumpelte die österreichische Reiterei bei Pordenone, etwa 12 km östlich von Sacile, die Franzosen und warf die Truppen von General Sahuc zurück. Die Verluste werden mit rund 2.500 Mann und die Artillerie angegeben.
Auf französischer Seite kämpften die 6. französischen Husaren, die 8. französischen und die 1. italienischen reitenden Jäger und Oberst Breissard mit zwei Bataillonen der 35. Linie standhaft. Berichten nach verteidigte sich der Oberst mit einem Gewehr bis zuletzt, da er seinen Degen verloren hatte. Er ergab sich dem österreichischen Stabschef Nugent. Die Verluste bei den Offizieren waren Berichten zufolge beträchtlich. Am gleichen Tag traf die österreichische Armee mit rund 40.000 Mann ein. Johann wollte für den nächsten Tag hier rasten. Diese Atempause nutzten die Franzosen, um ihre Kräfte an der Livenza zu konzentrieren.

## Die Schlacht am 16. April
Der Vizekönig Eugène richtete die Stadt Sacile zur Verteidigung ein. Er wollte hier die Österreicher durch einen Angriff zum Stehen bringen. Am Morgen des 16. April schickte Eugène seinen starken rechten Flügel bei Brugnera gegen Pordenone vor. Der Vizekönig wollte wieder über die Livenza vorrücken und sofort den Gegenangriff einleiten, obgleich die Reiterei noch nicht verfügbar war. Der rechte Flügel, die Divisionen Seras und Severoli, rückten von Brugnera nach Tomai vor. Im Zentrum der Schlachtfront besetzten die Division Grenier den Höhenzug von Fontana Fredda bis gegen Vigonovo, dahinter diente die Division Barbou als Reserve. Der linke Flügel jenseits von Vigonovo stehend, wurde von der in drei Treffen aufmarschierenden Division Broussier gebildet. Die österreichische Division unter FML Frimont, der am linken Flügel die Vorhut des VIII. Korps (FML Albert Gyulay) führte, drang dreimal in das Dorf Porzia ein, dreimal wurde sie wieder hinausgeworfen. Zwei rechts von Porzia aufgefahrene österreichische Batterien fügten der angreifenden gegnerischen Reiterei schwere Verluste zu. Die Brigade des Generals Gajoli griff gegen das Dorf Vigonovo an, bis das IX. Korps, das noch über Nouoredo und die Campagna di Vigonovo vorging, eingetroffen war. Bis Mittag hielt Johann seinen rechten Flügel noch defensiv, dann entschloss er sich endlich, den linken Flügel bei Porzia zu entlasten, indem er die Brigade des Oberst Volkmann mit drei Bataillonen über Ronche auf Villadolt angreifen ließ. Es war die Schlacht bereits entschieden, dann begann der zusätzliche Angriff des vor Vigonovo eingetroffenen IX. Korps (FML Ignac Gyulay). In schweren Kämpfen wurden die Franzosen bis zum Abend nach Sacile zurückgeworfen. Die neu konstruierte Brücke über die Livenza war der Brennpunkt der Schlacht. Auf französischer Seite wurde General Broussier, auf österreichischer General Colloredo-Mansfeld lobend erwähnt.
Nach Kämpfen, die bis in die Morgenstunden dauerten, wurde die Schlacht aufgrund eines Umgehungsmanövers entschieden. Feldmarschallleutnant Christian Freiherr Wolfskeel von Reichenberg umging mit Savoyen- und Hohenlohedragonern und der Brigade Marzini den linken Flügel, wobei die französische Linie bei Fontanafredda in schwere Kämpfe verwickelt wurde. Eugène gab den Befehl zum Rückzug an die Piave, welcher in eine wilde Flucht ausartete.

### Nach der Schlacht
Die Verlustzahlen schwanken in den Quellen zwischen 3.000 und 6.500 Mann auf französischer Seite.
Österreich bezifferte seine Verlust überhaupt mit nur 2.836. Wobei diese Zahlen anzuzweifeln sind. Weiters sollen die Österreicher zwischen 15 und 19 Geschütze und drei französische Adler erobert haben. Drei Generäle wurden gefangen genommen und zusätzlich sollen noch 6.000 Gefangene gemacht worden sein. Auch hier sind Zweifel über die Höhe der Gefangenen angebracht.
Eugène schrieb darauf an Napoleon I.:
„Mein Vater, ich bedarf Eurer Nachsicht! Ihren Tadel fürchtend, wenn ich wiche, nahm ich die Schlacht an und verlor sie …“
Johann ließ die Österreicher am 17. April am Schlachtfeld rasten. Heftige Regenfälle ermöglichten eine Verfolgung aber erst am 19. April. Dadurch wurde der glänzende Sieg nicht ausgenützt, was sich später rächen sollte. Eugène stellte sich nochmals immer wieder, versuchte die Österreicher an der Piave-Linie aufzuhalten, musste aber schließlich in die etwa 120 km entfernten Stellungen von Caldiero zurückgehen, wo es bereits 1805 zu einer Schlacht gekommen ist. Hier bildete die nächste Verteidigungslinie die Etsch (ital. Adige). Vom 26. bis 30. April tobten Kämpfe entlang dieser Linie nahe Villanuova, San Bonifacio, Soave und Castelcerino.

## Ende des Feldzuges
Zwischenzeitlich traf am 29. April die Nachricht von der Niederlage der österreichischen Hauptarmee in Süddeutschland im Hauptquartier ein. Die Offensive hatte sich festgefahren und Johann hatte Angst, in der Flanke vom Norden her angegriffen zu werden. Johann musste sich sofort aus Norditalien zurückziehen. Am 1. Mai setzte er sich in Richtung Tarvis in Bewegung, allerdings vorher noch die Brücken über die Etsch zu zerstören. Die Franzosen setzten nach und attackieren die Österreicher am 8. Mai 1809 an der Piave. Beim Rückzug wurde mit den Befestigungen bei Malborghet (17. Mai), wo Hauptmann Hensel, und Predil (18. Mai), wo Hauptmann Hermann die Verteidigung bis zu deren Tod aufrechterhielten, wertvolle Zeit gewonnen. Johann wurde von den Truppen des Vizekönigs scharf verfolgt und zog sich über Klagenfurt in die Steiermark zurück. Bis zum 26. Mai erreichte er Graz und wollte dort die Vereinigung mit dem über Leoben heranrückenden Division des Generals Division Jelačić erreichen. Die Niederlage im Gefecht bei Sankt Michael zerschlug diesen Plan, er konnte sein Korps noch bis Raab in Ungarn zurückziehen, erlitt dort aber am 14. Juni in der Schlacht bei Raab gegen Eugène Beauharnais eine empfindliche Niederlage. Die Reste seiner Truppen waren zwar auf dem Weg, konnten aber Anfang Juli nicht mehr rechtzeitig an der entscheidenden Schlacht bei Wagram eingreifen.